# Dean Phoenix

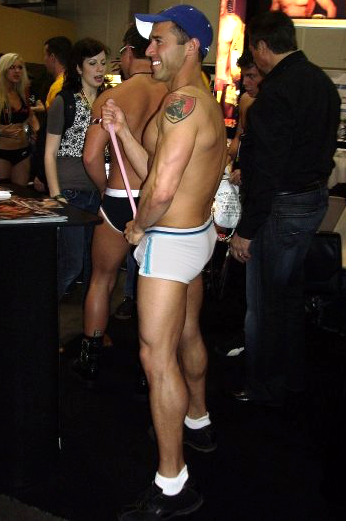
Dean Phoenix

Dean Phoenix, eigentlich Curtis D. Hutchinson, (* 25. April 1974 in Mexicali, Mexiko) ist ein US-amerikanischer Pornodarsteller.
Nach seiner Schulzeit begann Dean Phoenix ab Mitte der 1990er Jahre in der US-amerikanischen Pornoindustrie tätig zu werden. Er wirkte seitdem als Darsteller in verschiedenen Pornofilmen in Kalifornien mit. 2005 gewann Phoenix bei den GayVN Awards den Preis als Best Actor sowie für die Best Sex Scene mit Marcus Iron. 2009 wurde er in die GayVN Awards Hall of Fame aufgenommen.
2009 spielte Dean Phoenix in vier Folgen der US-amerikanischen Fernsehserie The Lair mit.

## Filmografie (Auswahl)
- 1998: 1st Time Tryers 09
- 1999: Down Austin Lane
- 1999: Two Brothers: A Savage Night
- 2000: Untamed
- 2002: Inside Porn 2002
- 2004: Buckleroos Part 1
- 2005: LeatherBound
- 2008: Paradise Found
- 2008: On Fire!, Jet Set Men
- 2009: The Lair (3. Staffel)

## Preise und Auszeichnungen
- 2005: GayVN Awards
- 2009: GayVN Awards Hall of Fame